# Žitavský luh
Žitavský luh je přírodní rezervace v katastrálních územích obcí Michal nad Žitavou, Maňa a Kmeťovo v okrese Nové Zámky v Nitranském kraji na Slovensku. Území bylo vyhlášeno v roce 1980 a jeho rozloha je 74,69 hektaru. Předmětem ochrany je poslední zbytek původně meandrujícího toku, který je každoročním stanovištěm i hnízdištěm vodních ptáků.